# Chavagl Grond
Der Chavagl Grond ⓘ (rätoromanisch chavagl für ‚Pferd‘ und grond für ‚gross‘), deutsch auch Gross Ross (alemannisch Ross für ‚Pferd‘) ist ein Berg nordwestlich von Bergün/Bravuogn im Kanton Graubünden in der Schweiz mit einer Höhe von 2442 m ü. M. Der Berg ist ein breiter Rasenrücken, nur die Nordostflanke ist zerklüftet und steil. Da der Chavagl Grond sowohl von Bergün/Bravuogn und Filisur wie auch von der Ela-Hütte aus leicht erreichbar ist, ist er ein beliebter Aussichtspunkt. Der Gipfel liegt am nördlichen Ende eines 1,5 km langen Hochplateaus. Das Ostende des Plateaus bildet der 2354 m hohe Chavagliet (rätoromanisch Diminutiv von ‚Pferd‘). Nördlich des Chavagl Grond befindet sich der 2228 m hohe Chavagl Pitschen (rätoromanisch pitschen für ‚klein‘).

## Lage und Umgebung
Der Chavagl Grond gehört zu den Bergüner Stöcken, einer Untergruppe der Albula-Alpen. Der Gipfel befindet sich auf dem Gemeindegebiet von Bergün Filisur. Der Chavagl Grond wird im Osten durch das Albulatal und im Westen durch die Val Spadlatscha, einem Seitental des Albulatals, eingefasst.
Der Chavagl Grond wird von den prominenten Gipfeln der Bergüner Stöcke (Piz Mitgel (3157 m), Tinzenhorn (3173 m) und Piz Ela (3339 m)) umgeben. Direkte Nachbarn sind Bot digl Uors (2229 m), Chantota (2541 m), Piz Cuolmet (2817 m) und Piz Crap (2820 m) im Westen, Piz Spadlatscha (2870 m) im Süden, Cuolm da Latsch (2295 m) auf der anderen Talseite des Albulatals im Osten und Muchetta (2622 m) im Nordosten.
Der am weitesten entfernte sichtbare Punkt vom Chavagl Grond ist der 3416 m hohe Fleckistock, östlich des Sustenhorns (3502 m) und südöstlich des Sustenpasses in den Urner Alpen. Er befindet sich in westlicher Blickrichtung und ist 92,1 km entfernt.
Talorte sind Bergün/Bravuogn und Filisur. Häufiger Ausgangspunkt ist die Ela-Hütte.

## Routen zum Gipfel

### Sommerrouten

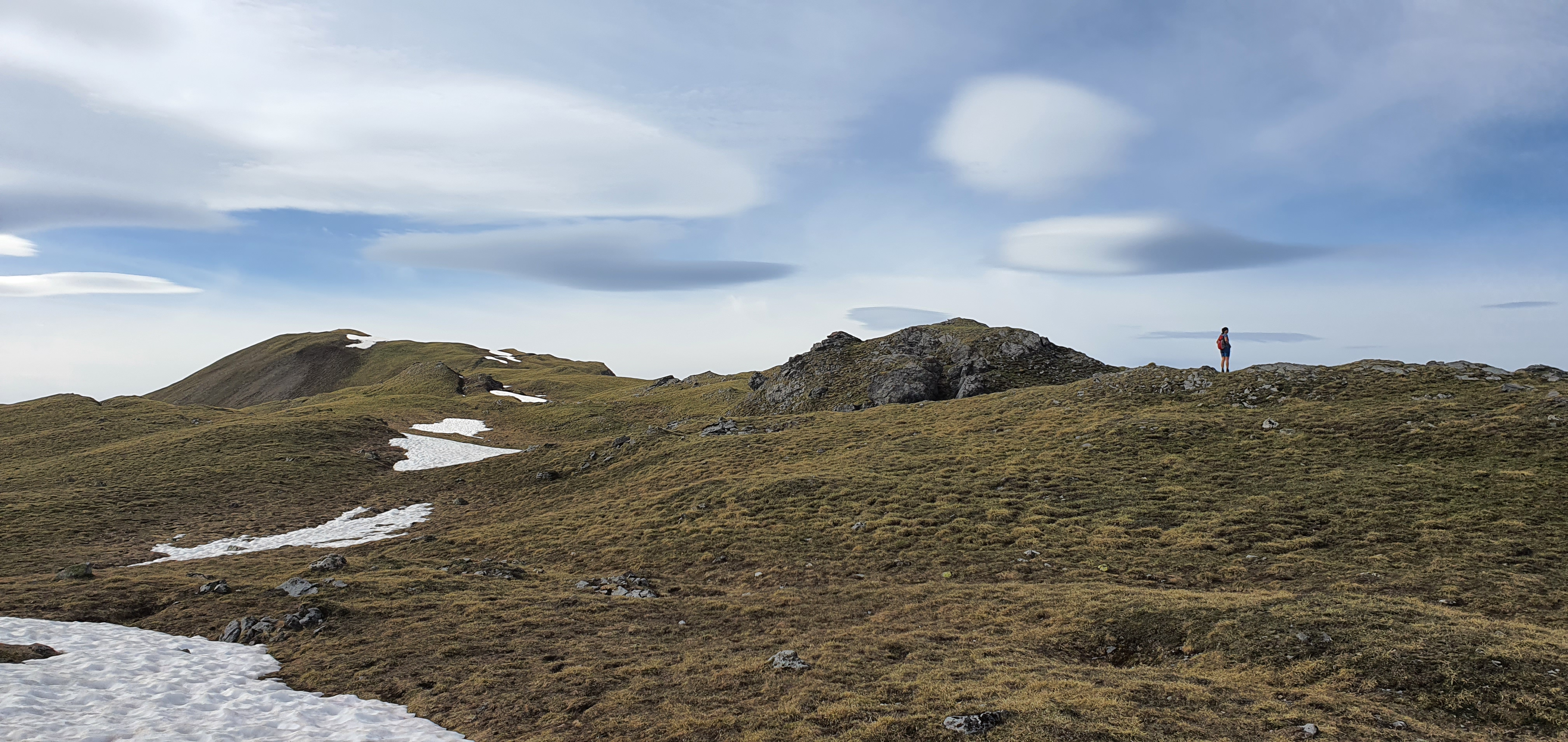
Die Hochebene vom Chavagl Grond von Südosten aus gesehen

#### Von Bergün/Bravuogn
- Ausgangspunkt: Bergün/Bravuogn (1364 m)
- Via: Hüttenweg zur Ela-Hütte, Uglix, Chavagliet
- Schwierigkeit: B, bis Uglix als Wanderweg weiss-rot-weiss markiert
- Zeitaufwand: 3–3½ Stunden
- Alternative: Bis P. 2385

#### Von Filisur
- Ausgangspunkt: Filisur (1031 m)
- Via: Val Spadlatscha bis Pradatsch P. 2005
- Schwierigkeit: B, bis Pradatsch als Wanderweg weiss-rot-weiss markiert
- Zeitaufwand: 4½–5 Stunden
- Alternative: Bis zur Ela-Hütte

#### Von der Ela-Hütte
- Ausgangspunkt: Ela-Hütte (2253 m)
- Via: P. 2385
- Schwierigkeit: B, bis P. 2385 als Wanderweg weiss-rot-weiss markiert
- Zeitaufwand: 1¼ Stunden

## Galerie

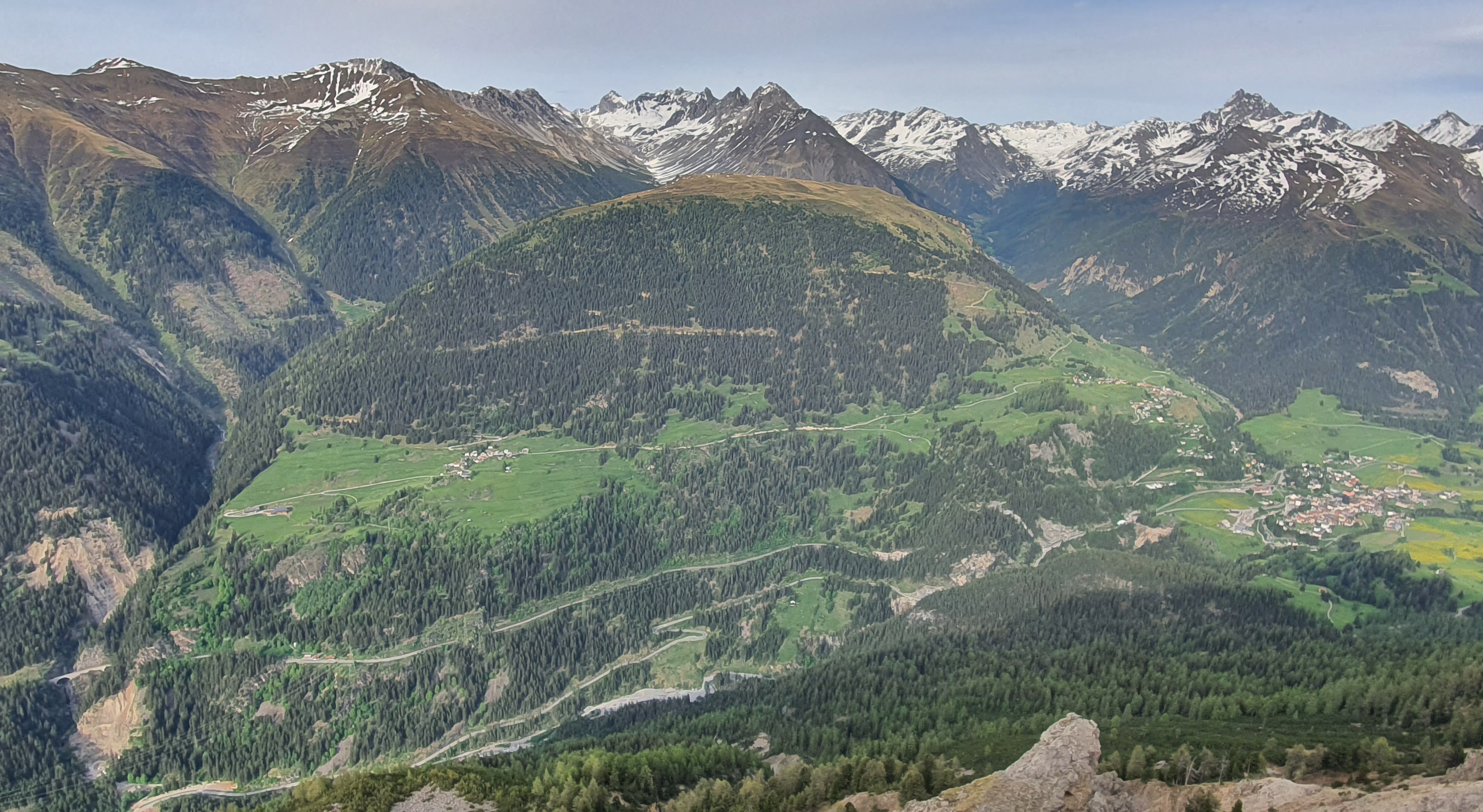
Blick nach Osten zum Cuolm da Latsch (2295 m), ein Rasenhügel an dessen Westhang die Dörfer Stugl/Stuls (links) und Latsch liegen, am rechten Bildrand ist Bergün/Bravuogn zu sehen
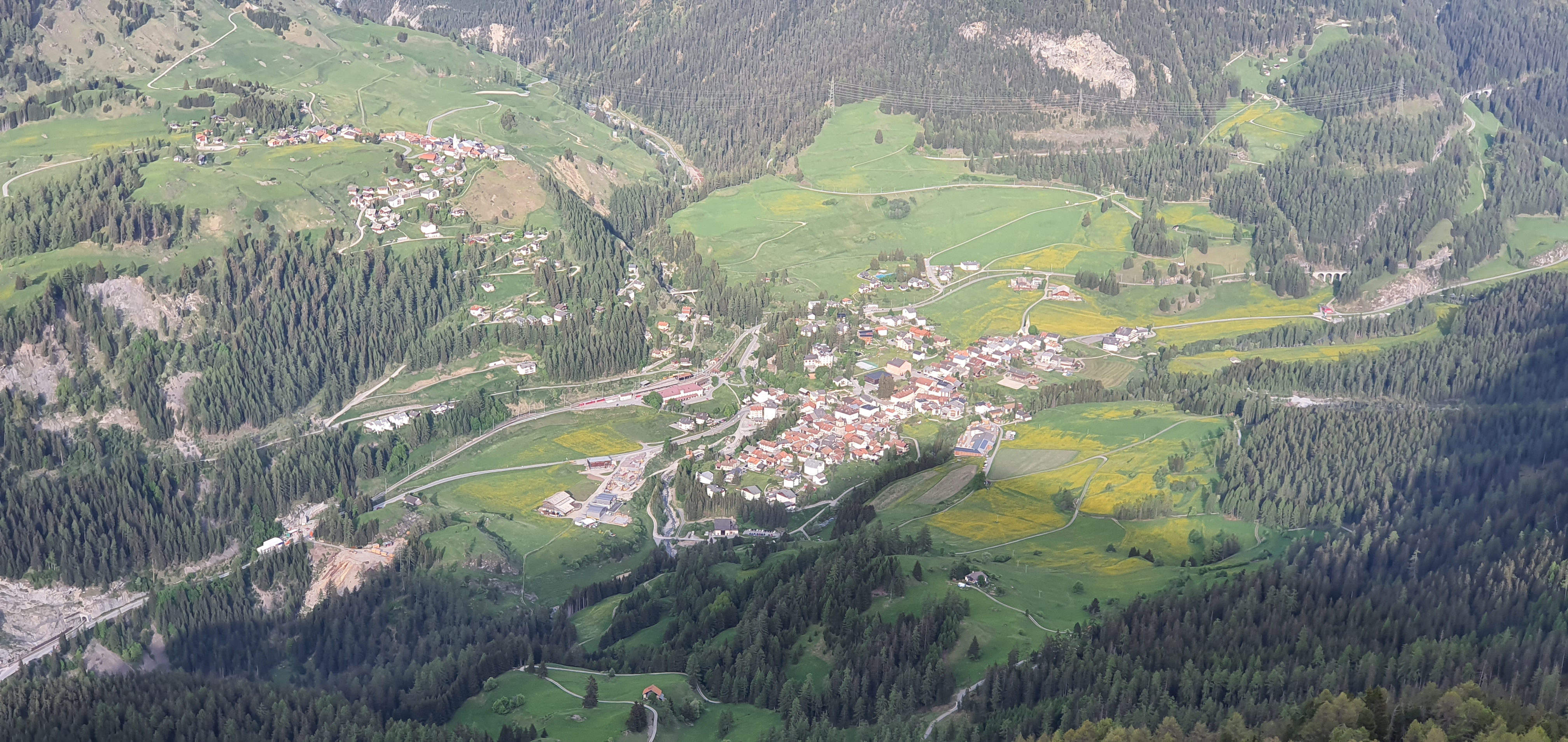
Blick vom Chavagliet nach Bergün/Bravuogn und Latsch (oben links)
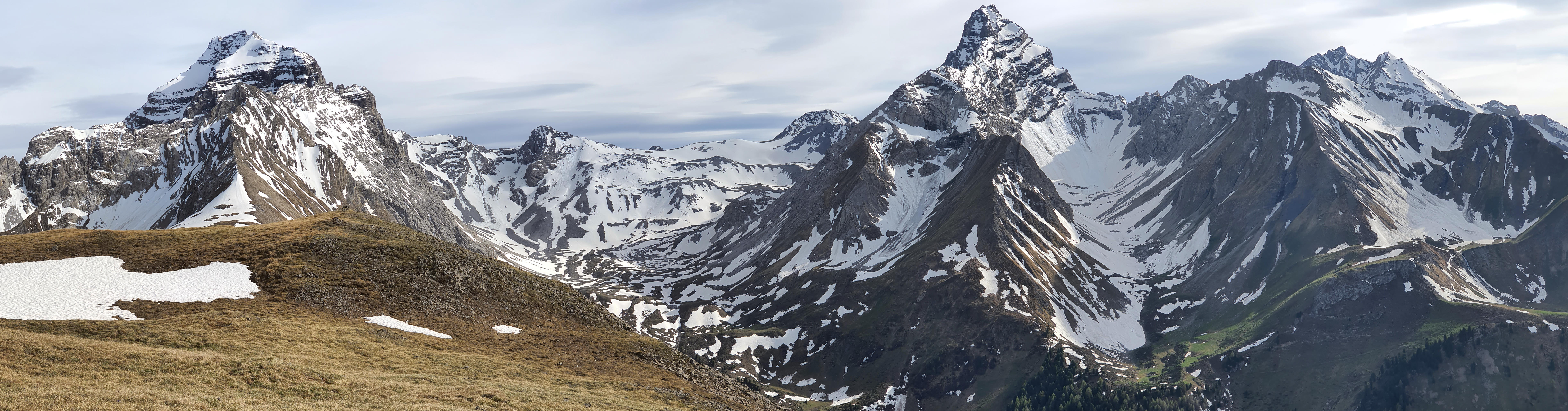
Blick zu den prominenten Gipfeln der Bergüner Stöcke mit Piz Ela (3339 m), Tinzenhorn (3173 m) und Piz Mitgel (3157 m) (v. l. n. r.)
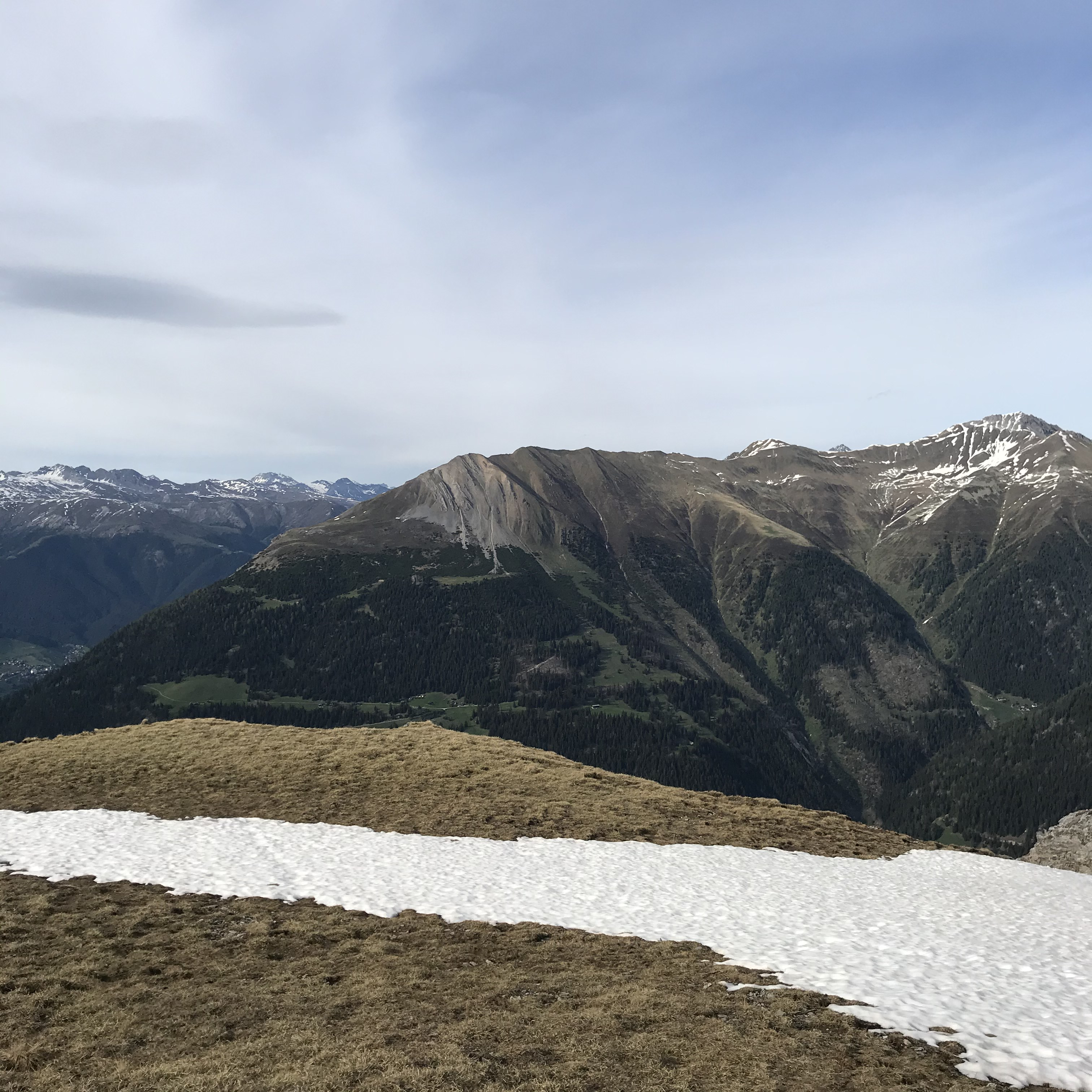
Blick nach Nordosten zum Muchetta (2623 m)